# Fedele Fenaroli
Fedele Fenaroli (25. dubna 1730, Lanciano, Provincie Chieti, Abruzzo, Neapolské království – 1. ledna 1818, Neapol) byl italský hudební skladatel a pedagog.

## Život
Fenaroli získal hudební základy u svého otce, který sloužil jako sbormistr v bazilice Santa Maria del Ponte v Lancianu. Ve studiu pokračoval v Neapoli na konzervatoři Santa Maria di Loreto. Jeho učiteli byli Francesco Durante a Pietro Antonio Gallo.
V roce 1762 získal místo zástupce kapelníka orchestru konservatoře a v roce 1777 se stal jejím prvním kapelníkem. V roce 1768 byla provedena jeho kantáta k narozeninám neapolského krále Ferdinanda IV. Jako ředitel konservatoře se podílel na reorganizaci hudebního školství v Neapoli. Po zrušení konservatoře Conservatorio dei Poveri di Gesù Cristo v roce 1744, zůstaly v Neapoli tři konservatoře: Conservatorio di Sant'Onofrio a Porta Capuana, Conservatorio della Pietà dei Turchini a Conservatorio di Santa Maria di Loreto. Na příkaz tehdejšího neapolského krále Josefa Bonaparte byly všechny tyto ústavy postupně sloučeny do jediné královské instituce pod jménem Reale Collegio della Musica. Fenaroli se pak ujal vedení této školy spolu s Giovannim Paisiellem a Giacomo Trittem. Spolu s ninmi přepracoval učební plán a sám se stal profesorem kontrapunktu. V roce 1813 se stal ředitelem konzervatoře Fenaroliho žák Niccolò Antonio Zingarelli. Fenaroli na škole působil až do roku 1817.
Zemřel 1. ledna 1818 v Neapoli na rakovinu. Na jeho počest bylo po něm pojmenováno městské divadlo v jeho rodné obci Lanciano.
Byl vynikajícím pedagogem. Mezi jeho žáky vynikli zejména: Domenico Cimarosa, Niccolò Antonio Zingarelli, Silvestro Palma, Francesco Ruggi, Salvatore Fighera, Luigi Mosca, Vincenzo Lavigna, Carlo Coccia, Michele Carafa, Giacomo Cordella, Giuseppe Nicolini, Nicola Manfroce, Pietro Antonio Coppola, Saverio Mercadante a Carlo Conti.

## Dílo
Zkomponoval několik oper, ale těžiště jeho skladatelské činnosti bylo v chrámové hudbě. Zde vynikla jeho hluboká znalost kontrapunktu. Napsal rovněž několik hudebně teoretických a pedagogických spisů, které byly velmi populární v první polovině 19. století.

### Opery
- I due sediarii (opera buffa, libreto Pasquale Mililotti, 1759, Neapol)
- La disfatta degli Amaleciti (opera seria, 1780, Chieti)

### Chrámová hudba

#### Oratoria
- L'arca del Giordano (Lanciano)
- Abigaille (1760, Lanciano)
- La sconfitta degli Assiri (1789, Řím)

#### Další chrámové skladby
- Clari fontes in sol maggiore per 5 voci (1752)
- Coeli gaudent in fa maggiore per 4 voci (1763)
- Corda pura in re maggiore per 4 voci (1767)
- Laetae gentes in si maggiore, motetto per 4 voci (1774)
- Cara tibia grata sono in do maggiore, aria con echo per soprano (1780)
- Cara Diva in fa maggiore per 4 voci (1793)
- O beata eterna fiamma in do maggiore, aria per voce con violino e oboe
- Divino astro beato in re maggiore per 2 voci
- Ospes divina in do maggiore, aria per soprano
- O gentes, festinate in re maggiore per 4 voci e tastiera (musica)|tastiera
- Laeto corale in re maggiore per 5 voci
- In clava coeli in re maggiore per soprano
- Fronte laeta in re maggiore per 4 voci
- Inter Choros in re maggiore per 2 coro
- Coeli Flamma in re maggiore per 4 voci
- Gaudete, jubilate in re maggiore per 4 voci
- Messa in re maggiore per 4 voci
- Messa "in pastorale" in fa maggiore per 3 voci
- Messa in sol maggiore per 2 voci e organo
- Messa in fa maggiore per 5 voci
- Messa in sol maggiore per 2 o 3 voci
- Messa de' defunti in do minore per 4 voci (1770)
- Quoniam in do maggiore per soprano e coro
- Dixit in do maggiore per 5 voci
- Dixit in re maggiore per 4 voci con violino, oboe, corno e basso continuo
- Dixit in re maggiore per 4 voci (1751)
- Te Deum in re maggiore per più voci
- Te Deum in do maggiore per 2 voci con violino, oboe, corno e basso continuo
- Responsorio di Sant'Antonio in re maggiore per 4 voci (1769)
- Laudate pueri in sol maggiore per più voci
- Miserere per 4 voci con basso continuo
- Miserere in re minore per 4 voci con violino e basso continuo
- Credo in fa maggiore per 2 voci
- Populemeus per 4 voci e organo
- Ecce lignum crucis in fa maggiore per 4 voci e organo
- Ave Maria per 4 voci con violino e basso continuo
- Stabat Mater in sol minore per 2 voci con violino e basso continuo
- Care Puer in sol maggiore per soprano
- Lamentazione prima del martedì Santo in fa maggiore per contralto con violino e organo
- Lamentazione seconda per soprano con violino e organo
- Lamentazione terza in sol minore per soprano con violino e organo
- Lezione prima del giovedì Santo in re maggiore per contralto con violino e organo
- Lezione seconda in sol maggiore per soprano con violino e organo
- Lezione seconda in re minore per basso con violino e organo
- Lezione terza in si maggiore per soprano con violino e organo
- Lamentazione prima del venerdì Santo in fa per soprano con violino e organo
- Lamentazione seconda in mi bemolle maggiore per contralto con violino e organo
- Lezione terza del venerdì Santo in sol minore per soprano con violino e organo
- Lezione terza in mi minore per soprano con violino e organo
- 4 lezioni dei morti per soprano e contralto con violino
- 3 lezioni del terzo notturno per solista
- Pueri Ebraeorum in do maggiore per 4 voci e organo
- Suscipe me, Domine per soprano con violino
- Vieni, Creator Spiritus in do maggiore per soprano e contralto con violino
- Vieni, Sponsa Christi in re maggiore per quattro voci
- Vieni, Sponsa Christi in fa maggiore per soprano con violino
- Inno di San Michele in si maggiore per 4 voci con violino e organo
- Pange lingua, Tantum ergo e Genitori in sol minore per soprano e contralto con violino e basso continuo
- Cantata per 2 cori

### Pedagogické práce
- Regole musicali per principianti di cembalo nel sonar coi numeri e per principianti di contrappunto (1775, Neapol)
- Partimenti ossia Basso numerato (1800, Řím)
- Studio del contrappunto (1800, Řím)
- Solfeggi per soprano
- Scale e cadenze nelle 3 posizioni